# Nigo
Nigo (ニゴー?, Nigō), pseudonimo di Tomoaki Nagao (長尾 智明?, Nagao Tomoaki; Maebashi, 23 dicembre 1970), è un designer, imprenditore, disc jockey e produttore discografico giapponese.
Principalmente attivo nel campo della moda, è noto al grande pubblico per aver fondato e diretto il brand streetwear A Bathing Ape dal 1993 al 2013. Attualmente ricopre il ruolo di direttore artistico della maison francese Kenzo e del marchio streetwear Human Made, da lui ideato nel 2010.

## Biografia
Nato nel 1970 Nigo è il creatore della linea di abbigliamento A Bathing Ape e ideatore anche delle linee di abbigliamento Billionaire Boys Club e Ice Cream Footwear entrambe insieme a Pharrell Williams.
In ambito musicale è il DJ del gruppo musicale giapponese di genere hip hop Teriyaki Boyz. Ha pubblicato il suo primo album nel 1999 dal titolo Ape Sounds per l'etichetta discografica Toy's Factory. In seguito ha pubblicato altri album.
Dal 2006 conduce anche su MTV giapponese un programma chiamato Nigoldeneye. Nel 2005 ha vinto agli MTV Asia Awards un premio nella categoria "Style Award".
Nigo è stato sposato dal 1999 al 2002 con Yuri Ichii e dal 2008 è sposato con l'attrice Riho Makise.

## Discografia

### Da solista

#### Album in studio
- 1999 - Ape Sounds
- 2022 - I Know Nigo

#### Raccolte
- 1997 - A Bathing Ape vs Mo'Wax
- 2001 - Shadow of the Ape Sounds
- 2004 - Nigo Presents: (B)Ape Sounds
- 2005 - Nigo Presents: Return of the Ape Sounds